# Raïon de Kossiv
Le raïon de Kossiv (en ukrainien : Косівський район) est un raïon (district) dans l'oblast d'Ivano-Frankivsk en Ukraine.

## Lieux d'intérêt
Le Parc national de Houtsoulie, classé et Le Parc régional de Houtsoulie, classé.

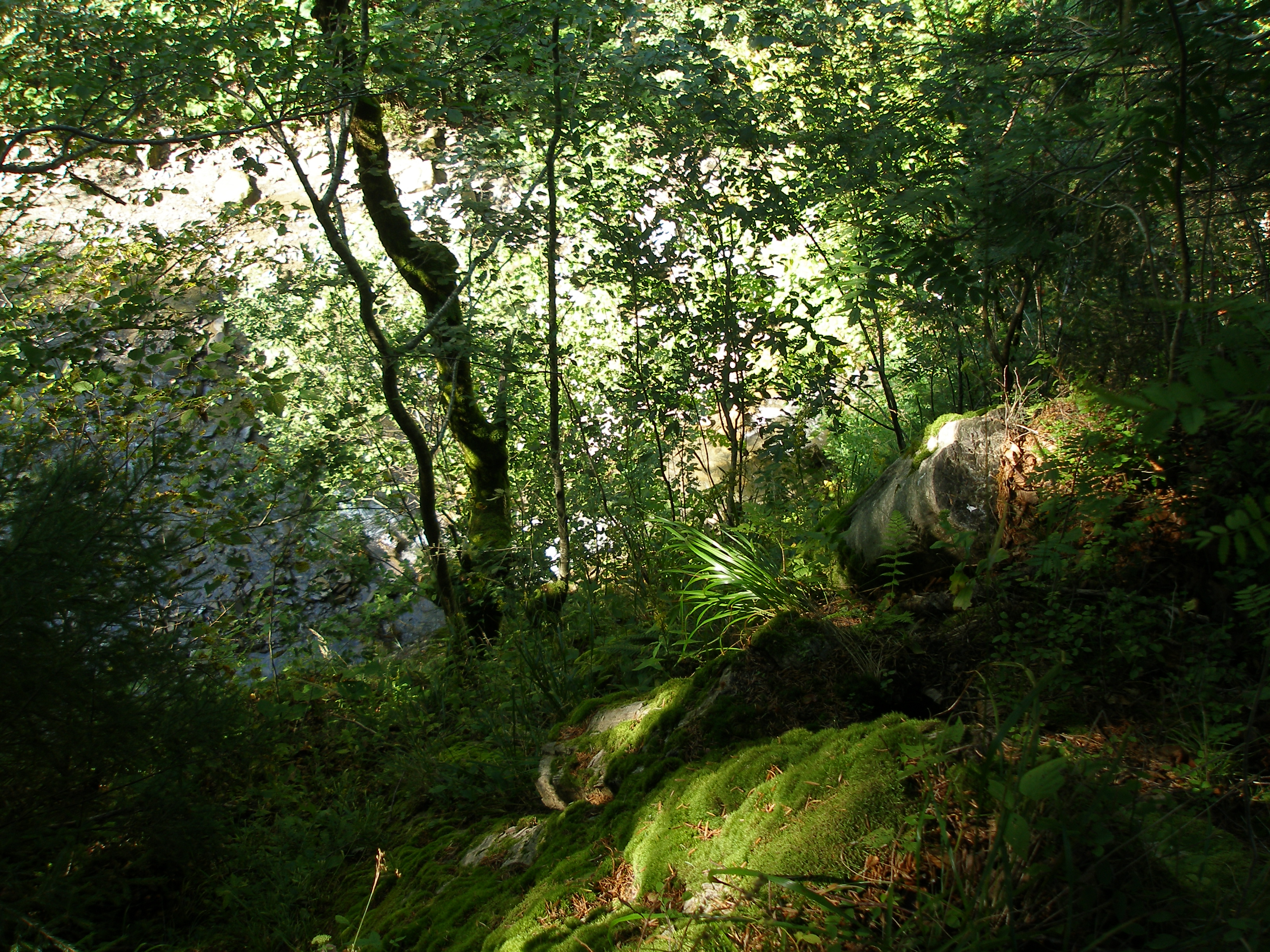
Kaminets monument naturel, classé[3],
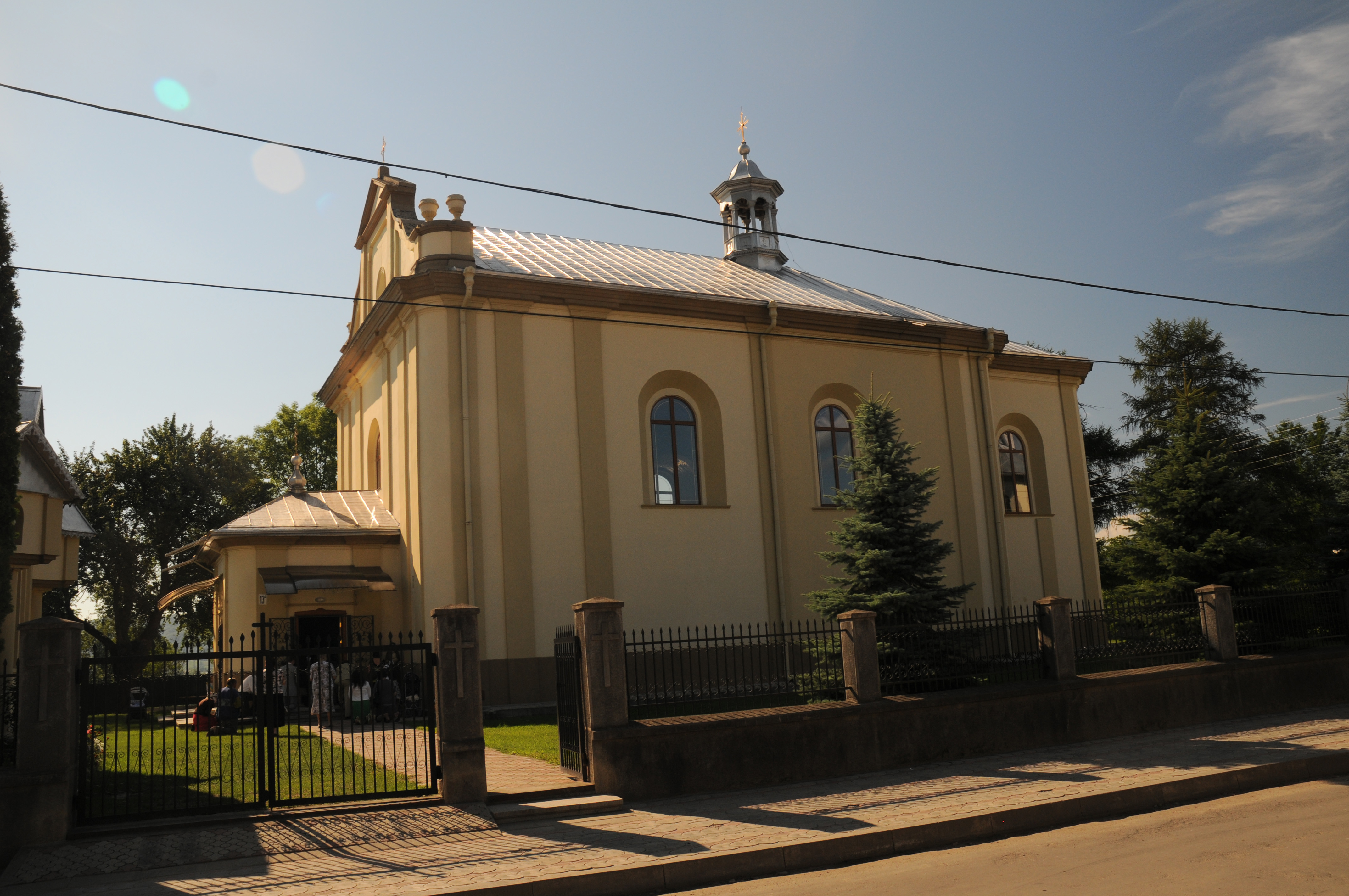
église arménienne, classée[4],
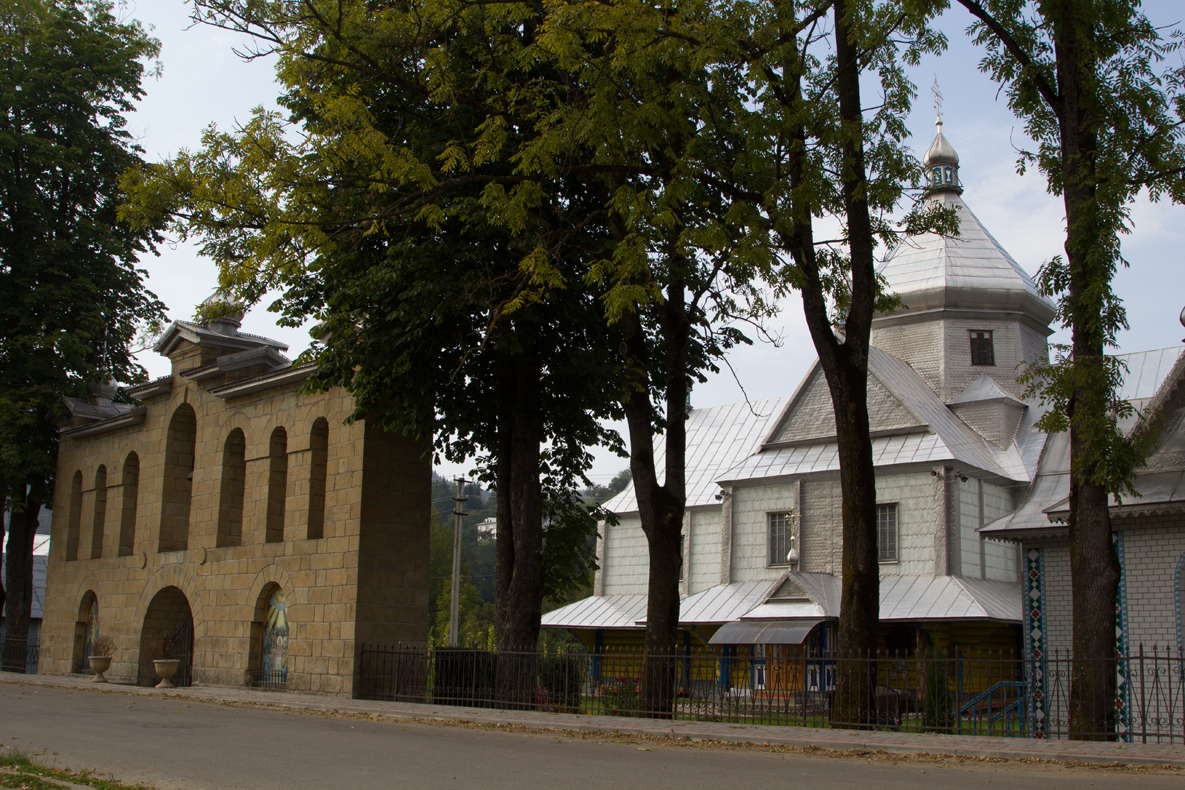
l'église de la Pentecôte à Slokoviska, classée[5] et son clocher[6],
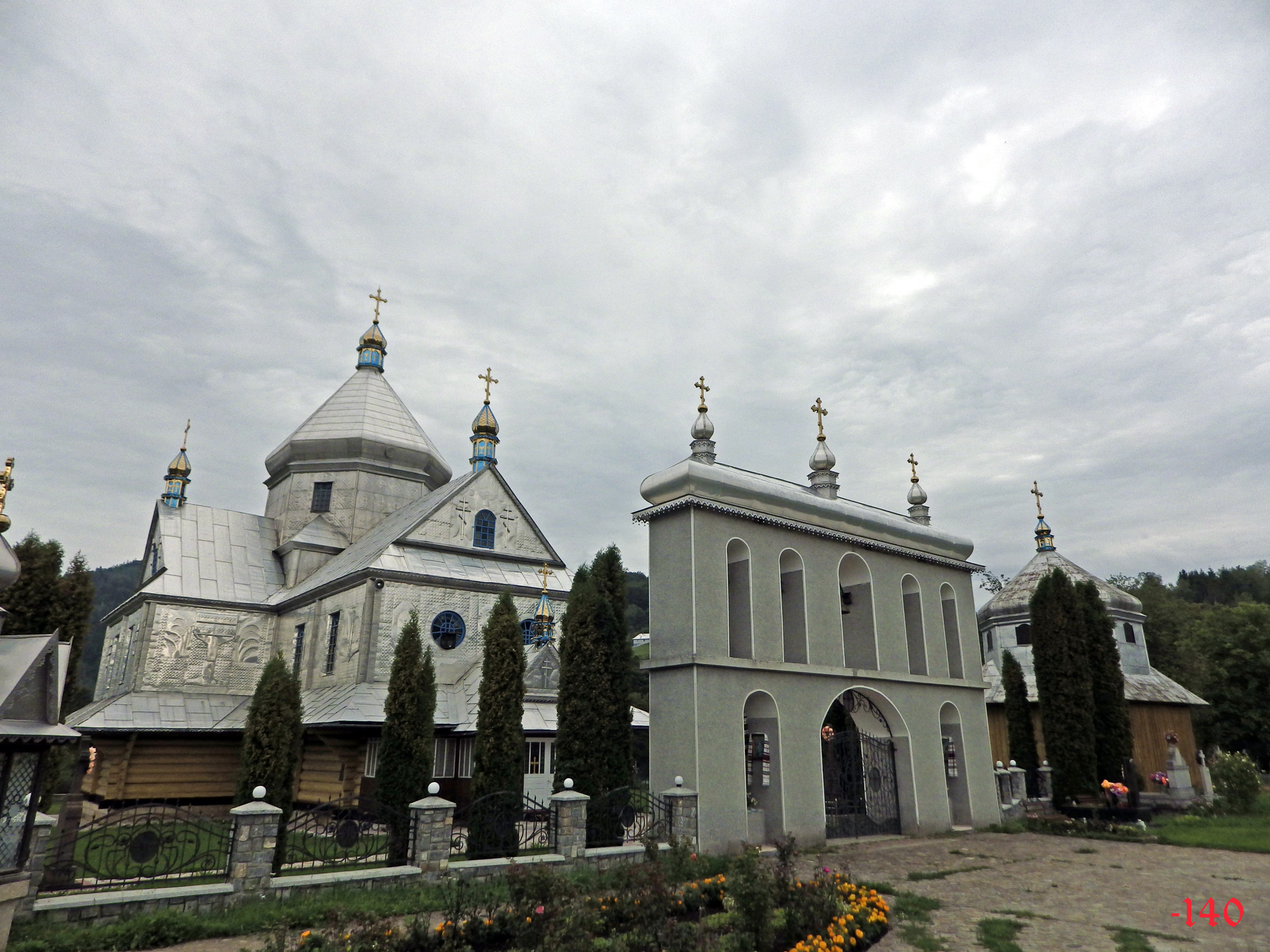
l'église de la Trinité à Yavoriv, classée[7] et son clocher[8],
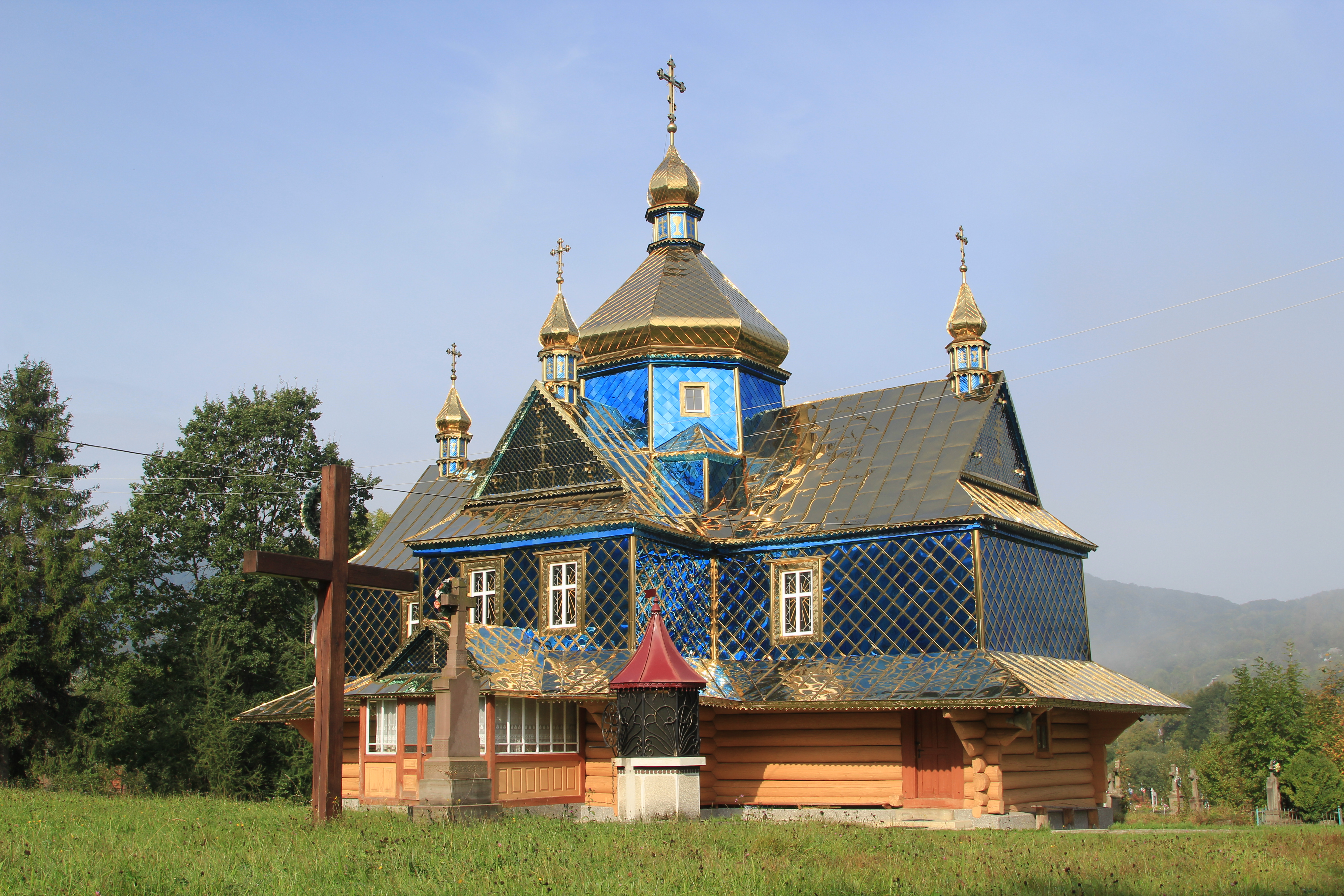
l'église st-Stéphane à Horod, classée[9] et son clocher[10].